# 普雷萨尼洛格约
普雷萨尼洛格约（法語：Pressagny-l'Orgueilleux，法語發音：[pʁɛsaɲi lɔʁɡœjø]）是法国厄尔省的一个市镇，属于莱桑德利区。

## 地理
普雷萨尼洛格约（49°7'56"N, 1°26'45"E）面积10.27 平方千米，位于法国诺曼底大区厄尔省，该省份为法国北部内陆省份，北起滨海塞纳省，西接奧恩省和卡爾瓦多斯省，南至厄尔-卢瓦省，东临瓦兹省、瓦兹河谷省和伊夫林省。
与普雷萨尼洛格约接壤的市镇（或旧市镇、城区）包括：利勒圣母村、韋爾農、圣马塞尔、拉沙佩勒隆格维尔、埃普特河畔韦克桑。

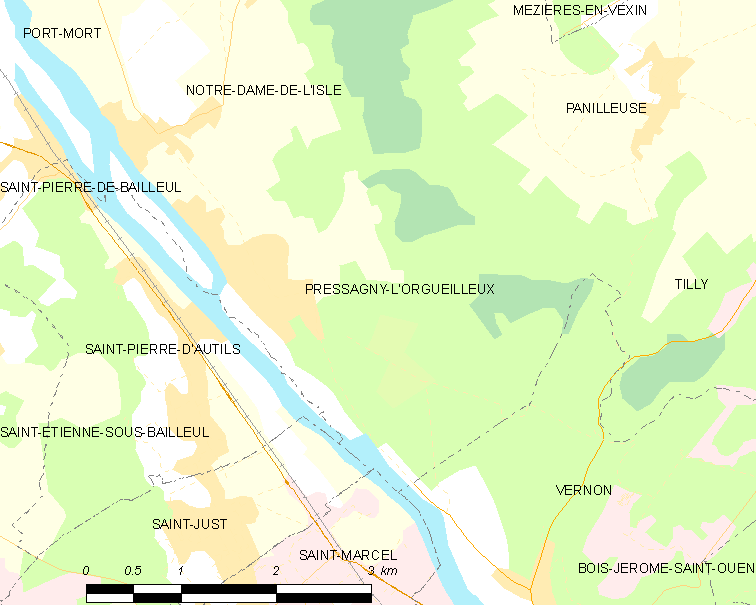
普雷萨尼洛格约的OSM定位图

普雷萨尼洛格约的时区为UTC+01:00、UTC+02:00（夏令时）。

## 行政
普雷萨尼洛格约的邮政编码为27510，INSEE市镇编码为27477。

## 政治
普雷萨尼洛格约所属的省级选区为莱桑德利县。

## 人口

1962-2008年间普雷萨尼洛格约人口变化图示

普雷萨尼洛格约于2022年1月1日时的人口数量为696人。